# Stenorrhina freminvillei
Stenorrhina freminvillei — вид змій родини полозових (Colubridae). Мешкає в Мексиці і Центральній Америці.

## Поширення і екологія
Stenorrhina freminvillei мешкають на півдні Мексики (на тихоокеанських схилах на південь від Герреро та на півострові Юкатан), в Гватемалі, Белізі, Сальвадорі, Гондурасі, Нікарагуа і Коста-Риці. Вони живуть у вологих ісухих рівнинних і гірських тропічних лісах, трапляються в порушених лісах, на узліссях, на полях і плантаціях. Зустрічаються на висоті до 2000 м над рівнем моря. Ведуть наземний спосіб життя, актвні і вдень. і вночі. Живляться переважно скорпіонами і тарантулами. Відкладають яйця.